# Xã Washington, Quận Harrison, Iowa
Xã Washington (tiếng Anh: Washington Township) là một xã thuộc quận Harrison, tiểu bang Iowa, Hoa Kỳ. Năm 2010, dân số của xã này là 730 người.